# Sân bay quốc tế Juanda
Sân bay quốc tế Juanda (IATA: SUB, ICAO: WARR), là một sân bay tọa lạc tại  Sidoarjo, một thị xã nhỏ gần Surabaya, Đông Java. Sân bay này phục vụ Surabaya và các khu vực xung quanh. Sân bay này được PT Angkasa Pura 1 quản lý và vận hành. Đây là sân bay bận rộn thứ 3 ở Indonesia, sau sân bay quốc tế Soekarno-Hatta ở Jakarta và sân bay quốc tế Ngurah Rai ở Denpasar.

## Sự phát triển sân bay này
Một tòa nhà 3 tầng mới được mở cửa ngày 10 tháng 11 năm 2006. Nhà ga này có công suất 6 triệu khách/năm và có nhà ga nội địa rộng 51.500 m² và nhà ga quốc tế rộng 20.200 m² và có 11 ống lồng lên máy bay. Nhà quản lý rộng 5.300 m², đài kiểm soát không lưu cao 15 tầng, bộ phận hàng hóa có công suất 120.000 tấn/năm. Sân đỗ mới 148.000 m² có thể đồng thời phục vụ 18 máy bay, trong đó có hai loại máy bay thân rộng, 11 thân vừa và 5 thân nhỏ. Có 2 đường băng kích thước 3000x30 m  song song 5 lối thoái đường lăn rộng 30 m, 4 đường lăn nối rộng 30 m. Tòa nha ga trước đây không được sử dụng.

## Các hãng hàng không và các điểm đến
Các hãng hàng không sau đây hoạt động tại sân bay này (từ tháng 11/2007):

### Terminal A

#### Nội địa
- Garuda Indonesia(Denpasar Bali, Jakarta)

#### Quốc tế
- AirAsia (Johor Bahru - Từ 01.04.08, Kuala Lumpur) 
  - Indonesia AirAsia (Kuala Lumpur)
- Cathay Pacific (Hong Kong)
- EVA Air (Taipei-Taoyuan)
- Garuda Indonesia (Singapore)
- Jetstar Asia Airways
  - Valuair (Singapore)
- Kartika Airlines (Johor Bahru)
- Malaysia Airlines (Kuala Lumpur)
- Merpati Nusantara Airlines (Kuala Lumpur)
- Royal Brunei (Bandar Seri Begawan)
- Singapore Airlines
  - Silk Air (Singapore)

### Terminal B

#### Nội địa
- Adam Air (Balikpapan, Banjarmasin, Jakarta)
- AirAsia
  - Indonesia AirAsia (Jakarta)
- Airfast Indonesia (Ujung Pandang)
- Batavia Air (Balikpapan, Banjarmasin, Denpasar Bali, Jakarta, Kupang, Palangkaraya, Ujung Pandang, Yogyakarta)
- Garuda Indonesia(Denpasar Bali, Jakarta)
- Citilink (Batam, Balikpapan)
- Lion Air (Ambon, Balikpapan, Banjarmasin, Batam, Denpasar Bali, Jakarta, Malang, Mataram, Ujung Pandang, Yogyakarta)
- Wings Air (Banjarmasin, Denpasar Bali, Jakarta)
- Mandala Airlines (Batam, Denpasar Bali, Jakarta, Malang)

Merpati Nusantara Airlines]] (Cilacap, Denpasar Bali, Jakarta, Kupang, Malang, Mataram, Palangkaraya, Pontianak, Ujung Pandang, Yogyakarta) 
- Sriwijaya Air (Balikpapan, Banjarmasin, Jakarta, Kupang, Semarang, Ujung Pandang)
- Trigana Air (Banjarmasin, Batam)

## Các tai nạn và sự cố
- Ngày 21 tháng 2 năm 2007, chuyến bay số 172, bằng máy bay Boeing 737 với đăng ký PK-KKV, rẽ hướng khi đang hạ cánh xuống sân bay Surabaya. Không có thương vong đối với 148 người trên máy bay nhưng 6 chiếc Boeing 737 của hãng Adam Air phải nằm ở mặt đất để kiểm tra an toàn.